# Anna Astvatsaturian Turcotte

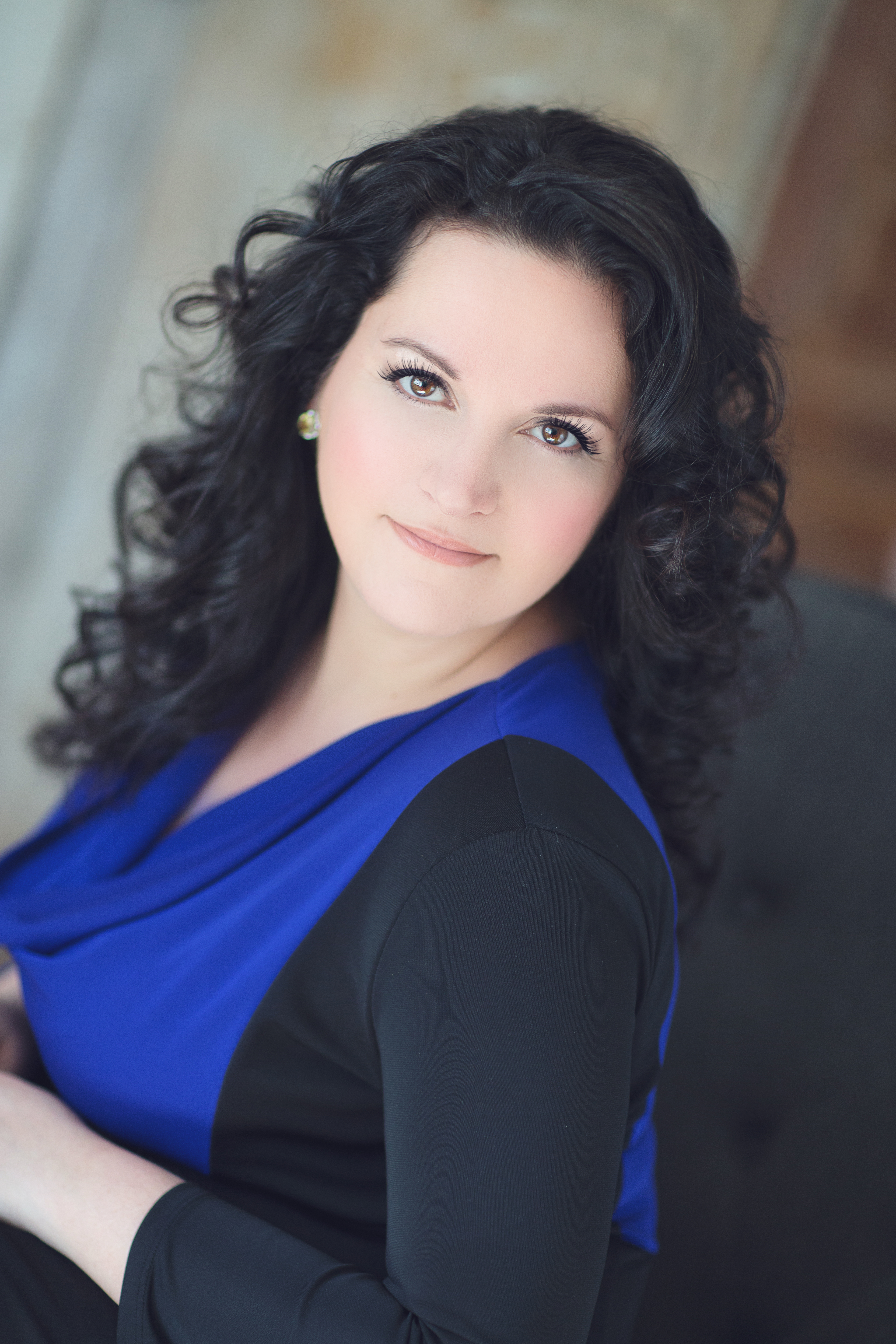
Anna Astvatsaturian Turcotte, 2017

Anna Astvatsaturian Turcotte (armenisch Աննա Աստվածատուրյան Թերքոթ), ursprünglich Anna Norikowna Astwazaturowa (russisch Анна Нориковна Аствацатурова; * am 14. März 1978 in Baku, Aserbaidschanische SSR, Sowjetunion) ist eine armenisch-US-amerikanische Autorin, Dozentin, politische Aktivistin und Kommunalpolitikerin. Geboren als Armenierin in Aserbaidschan, macht sie sich insbesondere für die Rechte der Armenier und die Anerkennung der Republik Arzach stark. 2012 erschien hierzu ihre Autobiographie Nowhere, a Story of Exile.

## Leben

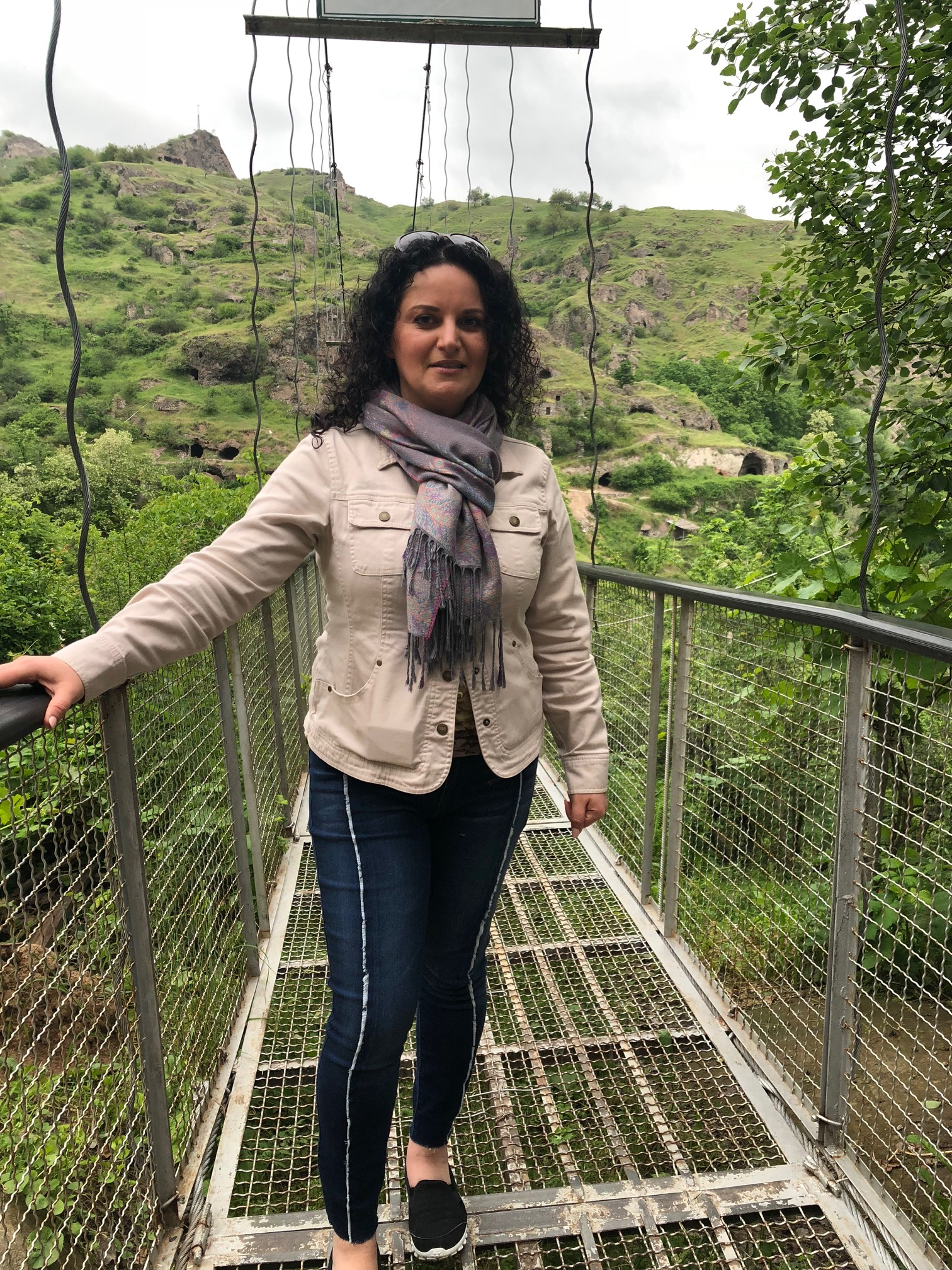

Anna Astwazaturowa wurde 1978 in Baku als Tochter der zwei Künstler Norik Astwazaturow und Irina geboren. Um Geld zu verdienen, musste ihr Vater jedoch 12-Stunden-Schichten in einer Holzfabrik verrichten. Obwohl ihre Großeltern Armenisch sprachen, wuchs sie wie viele Angehörige der Intelligenzija von Baku allein mit Russisch als Familiensprache auf. Ihre Eltern waren ebenso wie ihr Bruder in Baku geboren, doch ihr Großvater Jegische Astwazaturian war bereits einmal als Kind vor dem Armenierpogrom in Baku 1918 geflohen und zu Sowjetzeiten zurückgekehrt. Trotz der offiziellen Völkerfreundschaft wurden wie bei Aseris auch in Annas Familie Erinnerungen an die blutige Vergangenheit wach gehalten. Um sich aus nationalistischen Auseinandersetzungen herauszuhalten, beschloss Jegische, die Familie zu russifizieren, und änderte den Namen Astwazaturian in Astwazaturow um. Als 1988 die antiarmenischen Ausschreitungen in Baku begannen, griffen aserbaidschanische nationalistische Oppositionelle unter anderem auch Annas russischsprachige Schule an, da sie hier armenische Kinder vermuteten. Der Schulleiter forderte die Angreifer auf, die Kinder in Ruhe zu lassen, wurde jedoch niedergeschlagen. Bald darauf verließ sie mit ihren Eltern und ihrem Bruder die Stadt, sodass sie das Pogrom in Baku im Januar 1990, das lediglich ein Höhepunkt der seit 1988 andauernden Gewalttätigkeiten war, nicht mehr miterlebte.
Die Familie erreichte die armenische Hauptstadt Jerewan am 18. September 1989 und kam bei Verwandten im Stadtteil Kanaker in einer unbeheizten Kellerwohnung unter, wo sie knapp drei Jahre lebte. Auch in Armenien erlebte Anna, die kaum Armenisch sprach, Anfeindungen. Sie besuchte die russische Schule in Jerewan, wo sie das Armenische nur auf einem niedrigen Niveau erlernte und es deshalb auch später nicht fließend beherrschte.
Die Familie zog 1992 in die Vereinigten Staaten, wo sie in Wahpeton in Nord-Dakota unterkam und 1997 die Staatsbürgerschaft der Vereinigten Staaten erhielt. Anna studierte an der Universität Nord-Dakota und machte Abschlüsse in englischer Sprache und Literatur sowie Philosophie und Religion mit Nebenfach in russischer Sprache und Literatur. Sie studierte sodann an der University of Maine School of Law in Portland, wo sie 2003 ihren Juris Doctor erhielt. Mit diesem Abschluss arbeitete sie als Justizangestellte am Internationalen Strafgerichtshof in Den Haag.
Anna Astvatsaturian Turcotte ist Autorin zahlreicher Artikel zu den Themen Menschenrechte, internationales Recht und Armenierfeindlichkeit, teilweise auch für den Kongress der Vereinigten Staaten und das Europäische Parlament. Sie spielte eine wichtige Rolle bei der Ausarbeitung und Verabschiedung der Parlamentsresolution des Staates Maine, mit der dieser 2013 die Unabhängigkeit der Republik Bergkarabach (Arzach) anerkannte.
2012 brachte Anna Astvatsaturian Turcotte ihre Autobiographie Nowhere, a Story of Exile heraus, die sie größtenteils anhand ihrer Tagebücher aus der Zeit ihrer Kindheit zusammenstellte. Mit 14 Jahren hatte sie begonnen, ihre Tagebuchaufzeichnungen vom Russischen ins Englische zu übersetzen.
2013 wurde Anna Astvatsaturian Turcotte in Anerkennung ihrer Leistungen vom armenischen Staatspräsidenten Sersch Sargsjan mit der Mchitar-Gosch-Ehrenmedaille der Republik Armenien ausgezeichnet. 2014 reiste Anna mit ihrem Vater Norik nach Stepanakert, wo sie beide am 11. September 2014 vom Staatspräsidenten der Republik Arzach, Bako Sahakjan, empfangen wurden.
Am 3. November 2015 gewann Anna Astvatsaturian Turcotte bei den Kommunalwahlen mit 64 % der Stimmen ein Mandat im Stadtrat von Westbrook und ersetzte so Paul Emery.

## Familie
Anna Astvatsaturian Turcotte ist verheiratet und hat eine Tochter und einen Sohn.